# Bembidion obliquulum
Bembidion obliquulum es una especie de escarabajo del género Bembidion, familia Carabidae. Fue descrita científicamente por LeConte en 1859.
Habita en Canadá y los Estados Unidos.